# Drosera collinsiae
Drosera collinsiae ist eine fleischfressende Pflanze aus der Gattung Sonnentau (Drosera). Sie ist in Südafrika heimisch und wurde 1924 von Nicholas Edward Brown erstbeschrieben.

## Beschreibung
Drosera collinsiae sind krautige Pflanzen, sie wachsen als lose, bodenständige Rosetten. Die ein bis zwei Wurzeln sind an der Spitze leicht geschwollen. 
Die Blattstiele sind rund 4 Zentimeter lang, dünn und unbehaart, die Nebenblätter sind unterhalb mit dem Blattstiel verwachsen, oberhalb ohrförmig gefranst und bis zu 2 Millimeter lang. Die Spreite ist rund 1,2 Zentimeter lang, 8 Millimeter breit, umgekehrt eiförmig bis spatelförmig und auf der Unterseite glatt.
Die Blütenstände biegen sich unterhalb der Rosette vom Ansatz weg, die Blütenstandsachse ist aufrecht und bis zu 17 Zentimeter lang, meist jedoch kürzer. An ihrem Ende trägt sie zwei bis sieben Blüten, die an bis zu 17 Millimeter langen, fadenförmigen Blütenstielen stehen. 
Die Kelchblätter sind verwachsen, die einzelnen Lappen sind bis zu 3 Millimeter lang und eiförmig. Die Kronblätter sind umgekehrt-eiförmig, pinkfarben und haben eine ungefähre Länge von 6 Millimetern.
Die dünnen Staubfäden sind abgeflacht. Die Griffel sind vom Ansatz an gegabelt, aufwärts gebogen, die Narben löffelförmig. Die Kapselfrüchte sind rund 1,5 Millimeter im Durchmesser, die Samen eiförmig und von netzförmiger Oberfläche.
Die Chromosomenzahl beträgt 2n = 40.

## Verbreitung
Die Art findet sich nur in Südafrika (Transvaal, Natal, Lesotho und Orange Free State).